# Denise Becker
Denise Becker (* vor 1900; † nach 1932) war eine französische Schauspielerin.

## Leben
Sie hat in mindestens drei Filmen mitgespielt. 1905 übernahm sie die Rolle von Esmeralda in dem Film La Esmeralda. Bei La Esmeralda handelt es sich um die erste Verfilmung von Victor Hugos Roman Der Glöckner von Notre-Dame. Regie führten Alice Guy-Blaché und Victorin-Hippolyte Jasset. 
1913 war sie in dem Film Fille-mère in einer Nebenrolle zu sehen. In der Komödie Un beau jour de noces von Maurice Cammage spielte sie die Rolle von Madame Devaux.

## Filmografie
- 1905: La Esmeralda
- 1913: Fille-mère
- 1932: Un beau jour de noces